# Un recteur de l'île de Sein
Un recteur de l’île de Sein est un roman d'Henri Queffélec paru en 1944 et porté à l'écran en 1950 par Jean Delannoy sous le titre Dieu a besoin des hommes. Le roman est inspiré d'une histoire vraie. 

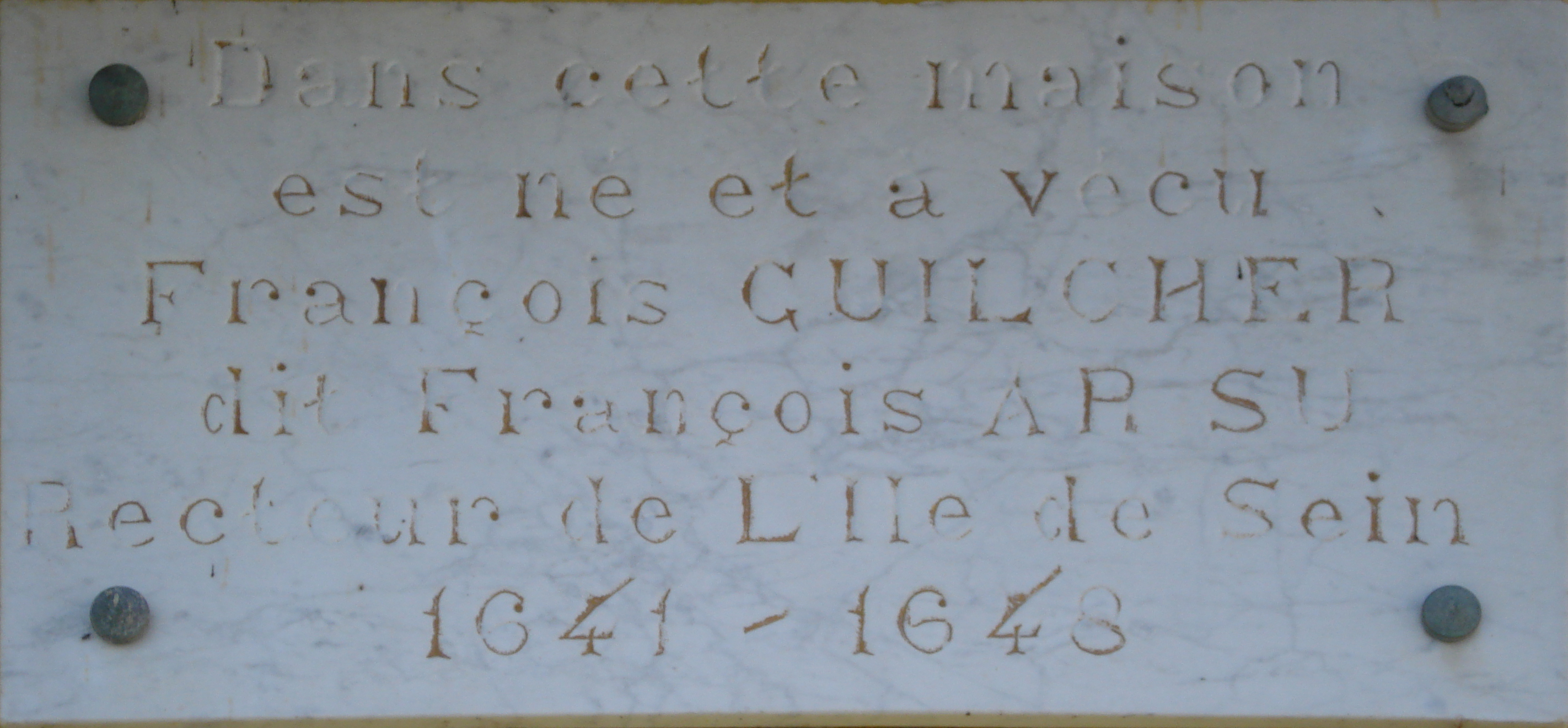
Plaque commémorative d'un recteur de l'Île de Sein à l'île de Sein.